# Ticinellinae
Ticinellinae es una subfamilia de foraminíferos planctónicos de la familia Rotaliporidae, de la superfamilia superfamilia Rotaliporoidea, del suborden Globigerinina y del orden Globigerinida. Su rango cronoestratigráfico abarca desde el Aptiense (Cretácico inferior) hasta el Coniaciense (Cretácico superior).

## Discusión
Clasificaciones posteriores han incluido Ticinellinae en la superfamilia Globigerinoidea.

## Clasificación
Ticinellinae incluye a los siguientes géneros:
- Biticinella †
- Clavihedbergella †
- Claviticinella †
- Paraticinella †
- Ticinella †

Otros géneros considerados en Ticinellinae son:
- Pessagnoina, considerado sinónimo posterior de Clavihedbergella
- Pseudoclavihedbergella, considerado sinónimo posterior de Clavihedbergella